# 今西錬太郎
今西 錬太郎（いまにし れんたろう、1924年9月14日 - ）は、大阪府出身の元プロ野球選手（投手）。1952年の登録名は今西 啓介（いまにし けいすけ）。

## 来歴・人物
浪華商業から日本製鐵を経て、1946年に阪急軍に内野手として入団。しかし投手不足の影響もあり、ルーキーイヤーの6月20日にセネタース戦でプロ初登板。抜擢にこたえて、大下弘の本塁打のみの1失点に抑え被安打2で完投勝利を収めた。シーズンでは7勝（8敗）を挙げるとともに防御率2.80でいきなりリーグ6位に入る。1947年には21勝（防御率1.91〔5位〕）を挙げたが、うち9勝が巨人戦だった。1948年には自己最多の23勝（17敗）、1949年は19勝（19敗）し、野口二郎・天保義夫らと共に1リーグ時代の阪急の中心投手として活躍した。同年11月9日に姫路城郭の三の丸球場で行われた中日戦変則ダブルヘッダーでは第1試合に先発し、服部受弘・久野勝美と投げ合って完投勝利を記録。第2試合・金星-南海戦の岩本信一と共に姫路城郭内で白星を挙げた投手として名を残している。
1950年2リーグ分立に際して、宇高勲の引き抜きにより宮崎剛・荒木茂とともに新たに誕生した大洋ホエールズに移籍。大洋投手陣の中では抜群の実績を持っていたことから、3月10日の対国鉄スワローズ戦で開幕投手を務め完封勝利を飾る。シーズンでは4年連続の2桁勝利となる10勝を挙げるが、13敗、防御率4.07（リーグ17位）と期待されたほどの数字を残せなかった。1951年と1952年はいずれも2勝に終わり、同年オフに大洋と松竹が合併すると今西は自由契約となる。1953年に阪急へ復帰するが未勝利に終わり、1954年に加藤太郎とともに東映フライヤーズに移籍するが思うような成績を残せず、1955年限りで現役を引退した。
引退後は1956年に東映の二軍投手コーチを務め、土橋正幸を指導。佼成学園高校で監督を務め、1966年の春、1968年の春、1974年の夏とチームを甲子園に導いていたが、いずれも初戦敗退に終わった。
2019年のセントラル・リーグクライマックスシリーズファーストステージの横浜DeNAベイスターズ対阪神タイガース第一戦（横浜スタジアム）で、大洋ホエールズの球団創設初試合の先発投手かつ球団初勝利投手として始球式のマウンドに立ち、健在であるところを見せた。
2023年には、佐竹敏之の著書『大洋ホエールズ誕生後！』（文芸社）に寄稿文を寄せた。

## 選手としての特徴
右のアンダースローで、武器は巨人の川上哲治が｢カミソリのようなキレ味｣と語ったシュート。
ブロマイドや本人が提出する写真、本人の証言）などではスリークォーターから投げていた、となっている。
若林忠志、宮武三郎、北井正雄、白木義一郎、大島信雄などが時折サイドスローやアンダースローで投げており、後年では平松政次がシュートのキレを出すためかサイドスローに腕を下げた投げ方もしていたようなので、今西もそのような投げ方をしていた可能性もある。

## 詳細情報

### 年度別投手成績
| 年 度      | 球 団      | 登 板 | 先 発 | 完 投 | 完 封 | 無 四 球 | 勝 利 | 敗 戦 | セ 丨 ブ | ホ 丨 ル ド | 勝 率 | 打 者 | 投 球 回 | 被 安 打 | 被 本 塁 打 | 与 四 球 | 敬 遠 | 与 死 球 | 奪 三 振 | 暴 投 | ボ 丨 ク | 失 点 | 自 責 点 | 防 御 率 | W H I P |
| ---------- | ---------- | ----- | ----- | ----- | ----- | -------- | ----- | ----- | -------- | ----------- | ----- | ----- | -------- | -------- | ----------- | -------- | ----- | -------- | -------- | ----- | -------- | ----- | -------- | -------- | ------- |
| 1946       | 阪急       | 31    | 19    | 14    | 1     | 1        | 7     | 8     | --       | --          | .467  | 763   | 183.0    | 146      | 6           | 72       | --    | 4        | 63       | 0     | 1        | 83    | 57       | 2.80     | 1.19    |
| 1947       | 阪急       | 46    | 38    | 28    | 4     | 2        | 21    | 15    | --       | --          | .583  | 1358  | 334.1    | 284      | 6           | 112      | --    | 0        | 85       | 2     | 0        | 89    | 71       | 1.91     | 1.18    |
| 1948       | 阪急       | 50    | 39    | 28    | 4     | 2        | 23    | 17    | --       | --          | .575  | 1344  | 331.2    | 284      | 13          | 100      | --    | 2        | 89       | 1     | 0        | 122   | 100      | 2.71     | 1.16    |
| 1949       | 阪急       | 51    | 37    | 23    | 3     | 3        | 19    | 19    | --       | --          | .500  | 1288  | 315.2    | 308      | 23          | 74       | --    | 3        | 78       | 0     | 0        | 124   | 109      | 3.10     | 1.21    |
| 1950       | 大洋       | 41    | 23    | 9     | 1     | 0        | 10    | 13    | --       | --          | .435  | 865   | 200.1    | 212      | 26          | 74       | --    | 3        | 71       | 1     | 0        | 105   | 91       | 4.07     | 1.43    |
| 1951       | 大洋       | 24    | 14    | 1     | 0     | 0        | 2     | 7     | --       | --          | .222  | 363   | 74.2     | 100      | 11          | 42       | --    | 1        | 17       | 0     | 1        | 77    | 60       | 7.92     | 1.90    |
| 1952       | 大洋       | 16    | 6     | 1     | 0     | 0        | 2     | 1     | --       | --          | .667  | 237   | 52.0     | 54       | 6           | 29       | --    | 4        | 15       | 0     | 0        | 34    | 29       | 5.02     | 1.60    |
| 1953       | 阪急       | 7     | 1     | 0     | 0     | 0        | 0     | 2     | --       | --          | .000  | 85    | 20.0     | 19       | 2           | 9        | --    | 1        | 4        | 1     | 0        | 8     | 8        | 3.60     | 1.40    |
| 1954       | 東映       | 29    | 14    | 3     | 0     | 0        | 2     | 8     | --       | --          | .200  | 446   | 101.2    | 108      | 4           | 42       | --    | 2        | 45       | 1     | 0        | 57    | 47       | 4.15     | 1.48    |
| 1955       | 東映       | 20    | 14    | 2     | 1     | 0        | 2     | 12    | --       | --          | .143  | 325   | 77.0     | 85       | 5           | 23       | 0     | 0        | 24       | 2     | 0        | 41    | 34       | 3.97     | 1.40    |
| 通算：10年 | 通算：10年 | 315   | 205   | 109   | 14    | 8        | 88    | 102   | --       | --          | .463  | 7074  | 1690.1   | 1600     | 102         | 577      | 0     | 20       | 491      | 8     | 2        | 740   | 606      | 3.23     | 1.29    |

- 各年度の太字はリーグ最高

### 背番号
- 8 （1946年）
- 16 （1947年 - 1949年）
- 18 （1950年 - 1952年、1954年 - 1956年）
- 47 （1953年）

### 登録名
- 今西 錬太郎 （いまにし れんたろう、1946年 - 1951年、1953年 - 1955年）
- 今西 啓介 （いまにし けいすけ、1952年）